# Mike Morris
Michael Morris Jr. (Belle Glade, 22 aprile 2001) è un giocatore di football americano statunitense che milita nel ruolo di defensive end per i Seattle Seahawks della National Football League (NFL).

## Carriera universitaria
Dopo le scuole superiori, inizialmente Morris si iscrisse a Florida State, per poi optare per l'Università del Michigan. Nelle prime due stagioni con i Wolverines nel 2019 e 2020 disputò una sola partita. Nel 2021 disputò 14 gare, di cui 4 come titolare, facendo registrare 16 tackle, 0,5 sack e un intercetto. Divenne stabilmente titolare nel 2022, venendo inserito nel Second-team All-American e nella formazione ideale della Big Ten Conference.

## Carriera professionistica
Morris fu scelto nel corso del quinto giro (centocinquantunesimo assoluto) del Draft NFL 2023 dai Seattle Seahawks. Debuttò come professionista subentrando nella gara del primo turno contro i Los Angeles Rams mettendo a segno 3 placcaggi. Dopo avere saltato la gara della settimana successiva per un infortunio a una spalla, il 20 settembre l'allenatore Pete Carroll annunciò che Morris avrebbe perso tutto il resto della stagione.